# Ronald Worm
Ronald Worm (ur. 7 października 1953 w Duisburgu) – niemiecki piłkarz występujący na pozycji napastnika.

## Kariera klubowa
Worm zawodową karierę rozpoczynał w 1971 roku w zespole MSV Duisburg z Bundesligi. W tych rozgrywkach zadebiutował 5 lutego 1972 roku w zremisowanym 0:0 meczu z Fortuną Düsseldorf. 18 marca 1972 roku wygranym 1:0 pojedynku z 1. FC Kaiserslautern strzelił pierwszego gola w Bundeslidze. W 1975 roku dotarł z klubem do finału Pucharu RFN, gdzie Duisburg uległ jednak 0:1 Eintrachtowi Frankfurt. W 1978 roku Worm zajął z zespołem 6. miejsce w Bundeslidze, które było jego najwyższym w karierze. W Duisburgu spędził 8 lat. W tym czasie rozegrał tam 231 ligowych spotkań i zdobył 71 bramek.
W 1979 roku odszedł do Eintrachtu Brunszwik, również z Bundesligi. Pierwszy ligowy mecz zaliczył tam 11 sierpnia 1979 roku przeciwko Hercie BSC (0:0). W 1980 roku spadł z klubem do 2. Bundesligi Nord. W 1981 roku z 30 golami na koncie Worm zajął 3. miejsce w klasyfikacji strzelców Bundesligi. W tym samym roku awansował z Eintrachtem do Bundesligi. W 1985 roku spadł z nim jednak do 2. Bundesligi. W 1987 roku po spadku Eintrachtu do Oberligi, Worm zakończył karierę.

## Kariera reprezentacyjna
W reprezentacji RFN Worm zadebiutował 20 grudnia 1975 roku w wygranym 5:0 towarzyskim meczu z Turcją. W tamtym meczu Worm strzelił także 2 gole. W 1976 roku został powołany do kadry na mistrzostwa Europy. Zagrał na nich w ćwierćfinałowym pojedynku z Hiszpanią (1:1). Tamten turniej zespół RFN zakończył na 2. miejscu.
W 1978 roku Worm był uczestnikiem mistrzostw świata. Nie wystąpił na nich ani razu, a RFN zakończył mundial na drugiej rundzie. W latach 1975–1978 w drużynie narodowej rozegrał w sumie 7 spotkań i zdobył 5 bramek.